# 前田新造

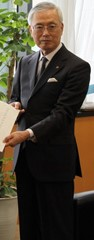
2018年

前田 新造（まえだ しんぞう、1947年2月25日 - ）は、日本の実業家。株式会社資生堂相談役。東芝取締役会議長、指名委員会委員、報酬委員会委員。

## 概要

### 生い立ち～資生堂入社
大阪府八尾市出身。大阪府立八尾高等学校を経て、1970年に慶應義塾大学文学部を卒業後、資生堂に入社した。資生堂大阪中央販売に配属されたため、大阪府に戻る。商品課にて、百貨店の外商担当者から化粧品を受注する業務に従事する。配属直後は売上が伸び悩んだものの、課長の指示で「資生堂の前田新造です。私は担当以来、毎月予算（販売計画）を割ってばっかりで未達成でおります。なんとかして予算を達成したいと思っておりますので、せっけん1個でもティッシュ1箱でもいいですから注文をいただきたい」と書かれた檄文を配布するなど努力を重ね、外商担当者との人脈を築く。のちに、仕事で訪ねた百貨店の受付を担当する女性と知り合い結婚した。

### イプサの起ち上げ
1985年より、「資生堂」を冠さない新ブランドの企画に携わる。「自分で作る自分だけの化粧品」をコンセプトとするブランド「イプサ」を起ち上げ、翌年設立された「株式会社イプサ」に前田も出向した。「資生堂には戻らない、イプサに骨をうずめる覚悟」だったが、イプサの業績は低迷し事業計画を下回る結果しか残せなかった。来客が少なく立ったままのイプサの美容部員に対し、資生堂の役員から「電線にスズメが止まってチーチー鳴いているみたいだ」と厳しい批判がなされるようになった。
そのため、3年後に資生堂に戻り、経営企画部の課長に就任した。（1989年12月）だが、このポストは仕事が与えられないリストラ用の閑職であり、2ヶ月間全くやることがない窓際社員扱いとなったため、挫折感を味わい退職を決意する。しかし、元上司に「お前、辞めたらあかんで」と励まされたことから奮起し、経営企画部の部長に「仕事を下さい」と頭を下げ、部長から中期経営計画の策定作業に加わるよう指示された。

### 資生堂の社長へ
その後は資生堂にて職務に取り組み、1990年12月、チェイン事業本部デパート部課長、1995年6月、チェイン部次長、
1996年からは化粧品企画部にて部長となった。翌年にはアジアパシフィック地域本部にて本部長を務め、2003年には取締役に就任し、経営企画室の室長を兼任した。
2005年、14人抜きで、第13代資生堂社長に就任した。増え過ぎたブランドを集約する「メガブランド戦略」を打ち出し、「uno」や「TSUBAKI」など新ブランドを構築した。
2010年6月、役員報酬が約1億2,100万円であることが公開された。2013年の役員報酬は1億1500万円。

### 社長復帰
体調不良を理由として社長辞任を申し入れた末川久幸の後任として2013年4月1日付けで、危機回避的に社長に復帰する。
トップ復帰後には、化粧品専門店における店頭在庫の削減などに手腕を発揮。改革に一定の目処を付いたとして、2014年6月、相談役に退いた。

## 人物
信条は「至誠、天に通ず」。
趣味は映画観賞であり、特に『哀愁』や『人間の條件』などを好むが、ホラー映画は怖くて眠れなくなるため観ない。テレビドラマとしては『ザ・ホワイトハウス』を好む。
特技はトロンボーンであり、慶應義塾大学ではジャズオーケストラ部に在籍した。ジャズだけでなく『川の流れのように』のような演歌も好むが、カラオケは一切やらない。

## 略歴
- 1970年 - 慶應義塾大学文学部社会学科卒業。
- 1970年 - 資生堂入社。
- 1986年 - イプサ出向。
- 1989年 - 資生堂経営企画部課長。
- 1996年 - 同マーケティング本部化粧品企画部長。
- 1997年 - 同アジアパシフィック地域本部長。
- 2003年 - 同取締役経営企画室長。
- 2005年 - 同社長。
- 2012年 - 同会長。
- 2013年 - 同会長兼執行役員社長。
- 2014年 - 同相談役。
- 2015年 - 東芝取締役会議長[11]。